# Как говорится
«Как говорится» (исп. Como dice el dicho) — мексиканский семисезонный драматический ситком 2011 года производства Televisa. Обладатель нескольких наград и премий.

## Краткий синопсис
Телесериал рассказывает о разных историях, посвящённых насилию в семье, экономическому кризису, проблемам нетрадиционной сексуальной ориентации и наркомании.

## Критика
Телесериал Как говорится выходил наряду с ситкомом Роза Гваделупе. По мнению экспертов ТВ, указанный телесериал также имел неплохую аудиторию, но также получил смешанные отзывы из-за того, что там присутствуют негативные моменты и снимаются малоизвестные и эпизодические актёры и ещё там была затронута проблема нетрадиционной сексуальной ориентации.

## В ролях
Всего в телесериале приняли участие 1888 актёров и актрис.

### Избранный актёрский состав
- Серхио Корона — Томас Леон.
- Амайрани Гутьеррес — Клаудия.
- Айседора Гонсалес — Алисия.
- Абрахам Рамос — Роберто.
- Лорена Альварес — Амалия.
- Эдуардо Ривера — Андрес.
- Патрисия Мартинес — Адела.
- Клаудия Ортега — Алехандра.
- Арлетт Пачеко — Делия.
- Рафаэль Амадор — Фаусто.
- Диана Гольден — Эльвира.
- Химена Ороско — Але.
- Марко Уриэль — Артуро.
- Луис Хавьер — Херман.
- Оскар Бонфильо — Хавьер.
- Алехандро Руис — Эрнесто.
- Кармен Бесерра — Динора.
- Сусана Лосано — Астрид.
- Антонио Эскобар — доктор Руис.
- Ребека Манкита — Эльвира.
- Кельчи Арисменди — Алексия.
- Джован д'Анджело — Гонсало.
- Серхио Акоста — Бальтасар (одна из самых лучших ролей в карьере актёра).
- Клаудия Акоста — Карола.
- Карлос Камара-младший — Эфраин.
- Давид Остроски — Адан.
- Рикардо Вера — Клаудио.
- Бенхамин Ислас — Бенхамин.
- Луис Урибе — Рауль.
- Иоланда Вентура — Алондра.
- Хосе Луис Кордеро — Дионисио.
- Карлос Меса — Карлитос.
- Рауль Буэнфиль — Фаусто.
- Барбара Фалькони — Кармела.
- Давид Паласио — Алекс.
- Жаклин Арройо — Селия Мартель.
- Рафаэль Вильяр — Папа Адриан.
- Летисия Пердигон — Лидия.
- Фернандо Роблес — Бенхамин.
- Одемарис Руис — Камила.
- Чао — Бенхамин.
- Хавьер Эрранс — Эдуардо.
- Артуро Посада — Альберто.
- Омар Айала — сосед.
- Луис Гатика — Начо.
- Рауль Маганья — Артуро.
- Хуан Игнасио Аранда — Анибаль.
- Эмилия Карранса — Беатрис.
- Элисабет Вальдес — Елена.
- Тоньо Инфанте — Аурелио.
- Лусеро Ландер — Клаудия.
- Ана Белен Ландер — Фабиола.
- Милия Надер — Форенсе.
- Ариан Пельисер — Елена.
- Пилар Пельисер — Клаудия.
- Арсенио Кампос — Николас.
- Сесилия Габриэла — Адриана.
- Норма Мунгия — Магос.
- Херардо Мургия — Альфредо.
- Мария Фернанда Гарсия — Елена.
- Арлет Теран — Елена.
- Дасия Аркарас — Лорена.
- Висенте Эррера — Эрнесто.
- Марисоль Сантакрус — Альма.
- Лилия Арагон — Аманда.
- Эктор Крус — Артуро.
- Виолета Исфель — Асусена.
- Клаудия Тройо — Кораль.
- Диего Лара — Адриан.
- Рубен Серда — Доктор Марин.
- Моника Санчес Наварро — Аура.
- Алехандра Прокуна — Клаудия.
- Хуан Карлос Баррето — Филисберто.
- Луис Баярдо — Дон Сакариас.
- Арчи Лафранко — Флавио.
- Адальберто Парра — Барбас.
- Далила Поланко — Лоренса.
- Альфредо Адаме — Аугусто.
- Франсес Ондивьела — Бренда.
- Кармен Родригес — Карина.
- Мария Сандоваль — Кармен.
- Норма Ласарено — Алисия.
- Сильвия Манрикес — Лус Мария.
- Поло Ортин — Альберто.
- Дарио Паласио — Дон Хиль.
- Альберто Эстрелья — Лусио.
- Марко Муньос — Артемио.
- Эухенио Кобо — Ильдегардо.
- Валентина Куэнка — Ффернанда.
- Эухения Каудуро — Берта.
- Раймундо Капетильо — Эрнесто.
- Габриэла Гольдсмит — Елена.
- Альфонсо Итурральде — Эдуардо.
- Магда Карина — Ана Луиса.
- Педро Ромо — Гамес.
- Тайли Амкескуа — Клаудия.
- Андрес Бонфильо — Игнасио.
- Сильвия Суарес — Атала.
- Алехандро Арагон — Дионисио.
- Рени Варси — Клаудия.
- Хуан Вердуско — Хулио.
- Джессика Сегура — Эдуарда.
- Полли — Ана.
- Антонио — Фабриссио.
- Умберто Элисондо — Дон Антонио.
- Сусана Диасаяс — Даниэла.
- Мария Прадо — Олимпия.
- Эдуардо Родригес — Андрес.
- Карлос Бонавидес — Ратон.
- Мануэль Ландета — Педро.
- Лурдес Мунгия — Габи.
- Офелия Кано — Каталина.
- Даниэла Лухан — Клаудия.
- Патрисия Рамирес — Каролина.
- Мигель Анхель Бьяджио — Алекс.
- Лис Вега — Сильвия.
- Хорхе де Сильва — Фернандо.
- Дасия Гонсалес — Консепсион.
- Серхио Хурадо — Бригидо Моралес.
- Анни Саэнс — Фернанда.
- Оскар Травен — Сантьяго.
- Диего Авила — Ирвинг.
- Луис Кутюрье — Херман.
- Антонио Медельин — Эриберто.
- Алисия Энсинас — Клаудет.
- Элисабет Дюпейрон — Росарио.
- Ампаро Гарридо — Ампаро.
- Марта Хулия — Бренда.
- Игнасио Лопес Тарсо — Карлос.
- Уго Масиас Макотела — Адольфо.
- Фабиан Роблес — Хосе.
- Россана Сан Хуан — Аурелия.
- Алехандра Авалос — Лусия.
- Мигель Анхель Фуэнтес — Лино.
- Хорхе Кабальеро — Эрнесто.
- Аурора Клавель — Лусинда.
- Илиана де ла Гарса — Селия.
- Мануэль Охеда — Родриго.
- Кароль Севилья — Рената.
- Лус Мария Агилар — Клара.
- Эдуардо Линьян — Хенаро.
- Урсула Пратс — Селия.
- Дарвин Солано — Клаудио.
- Хайме Лосано — Армандо.
- Ракель Панковски — Эльвира.
- Юлиана Пениче — Лаура.
- Ребека Манрикес — Алехандра.
- Патрисия Навидад — Адела.
- Серхио Майер — Эдмундо.
- Ракель Ольмедо — Лаура.
- Марикармен Вела — Лулу.
- Роберто Бландон — Ариэль.
- Рауль Кастельянос
- Пати Диас — Елена.
- Хуан Карлос Коломбо — Рамиро.
- Рикардо Барона — Эрнесто.
- Артуро Муньос — Доктор Габриэль.
- Виктор Норьега — Армандо.
- Анхелес Марин — Елена.
- Марта Самора
- Наилея Норвинд — Сара.
- Нора Салинас — Елена.
- Диана Агилар
- Хорхе Аравена — Виктор.
- Даниэль Берланга
- Хуан Карлос Бонет
- Сокорро Бонилья
- Клаудио Баэс
- Марио Касильяс
- Серхио Каталан — Альваро.
- Эрик дель Кастильо — Руфино Саэнс.
- Сильвия Эухения Дербес — Берта.
- Николе Дурасо — Клаудия.
- Исаура Эспиноса — Грасиэла Роблес.
- Артуро Гарсия Тенорио — Данило.
- Мигель Гарса — адвокат.
- Аарон Эрнан — Леонидас.
- Сульи Кейт — Мече.
- Ирма Лосано — Адела.
- Мерседес Мольто
- Альфонсо Мунгия — Хиль.
- Эвита Муньос "Чачита" — Клара.
- Даниэла Ороско
- Педро Пелайо — доктор.
- Росита Пелайо
- Алехандра Пениче
- Франсиско Рубио
- Мигель Сантана
- Хуан Карлос Серран
- Лорена Веласкес — Дианита.
- Карла Альварес — Сусана.
- Алехандро Авила
- Элисабет Агилар — Кармен.
- Ильда Агирре — Росио.
- Рикардо Блюме — Мигель.
- Марисоль дель Олмо — Хулия.
- Луис Химено — Хоакин.
- Сорайда Гомес — Ники.
- Артуро Лорка — доктор Аурелио.
- Хосе Маганья — Дон Поло.
- Денисс Падилья — флорист.
- Сильвия Паскуэль — Лукресия.
- Сальвадор Пинеда — Лино.
- Давид Ренкорет — Арнольдо.
- Мирра Сааведра
- Нинон Севилья — Пола.
- Клаудия Сильва — Рехина.
- Эдуардо Сото — Куко.
- Моисес Суарес — Тревиньо.
- Тео Тапия — Лауреано.
- Фатима Торре — Роми.
- Рамон Вальдес — Хорхе.
- Рауль Веласкес — Гонсало.
- Кармен Амескуа — Карла.
- Гваделупе Боланьос — Росальба.
- Оливия Коллинз — Нурия.
- Хулио Герреро — Риго.
- Диана Эррера
- Лус Мария Херес — Наталия.
- Густаво Мунгия — Хоакин.
- Данна Паола — Маура.
- Эктор Суарес Гомис — Федерико.
- Алехандро Томмаси — Умберто.
- Роберто Бальестерос — Лисандро.
- Карла Бараона — Макарена.
- Хулисса — Гертрудис.
- Ана Патрисия Рохо — Анхелика.
- Моника Санчес — Росе.
- Сильвия Вальдес — Сония.
- Мариана Авила — Ракель.
- Сесилия Камачо
- Марта Офелия Галиндо — Урсула.
- Сильвия Марискаль — Мерседес.
- Лусия Мендес — Роберта Вальдес.
- Пепе Оливарес — Хенаро.
- Марица Оливарес — Нурия.
- Джессика Саласар — Лаура.
- Лина Сантос — Роса.
- Хуан Алехандро Авила — Серхио.
- Росита Бушо — Кларита.
- Делия Касанова — Ана Луиса.
- Артуро Гисар — доктор Руис.
- Родольфо Паласиос — Омар.
- Мигель Палмер — Роке.
- Сесилия Ромо — Сарита.
- Чарли Валентино — Ченте.
- Анна Чоккети — Кения.
- Серхио Клейнер — Дон Самюэль.
- Хорхе Наварро
- Давид Ортега
- Мария Сорте
- Паола Вильялобос — Лилиана.

#### Прочий актёрский состав
В прочем актёрском составе задействованы малоизвестные и эпизодические актёры, и поэтому в список они не вносятся.

## Награды и премии
Телесериал был номинирован 15 раз на 4 премии, из которых 13 номинаций принесли победу.